# Таврический сад

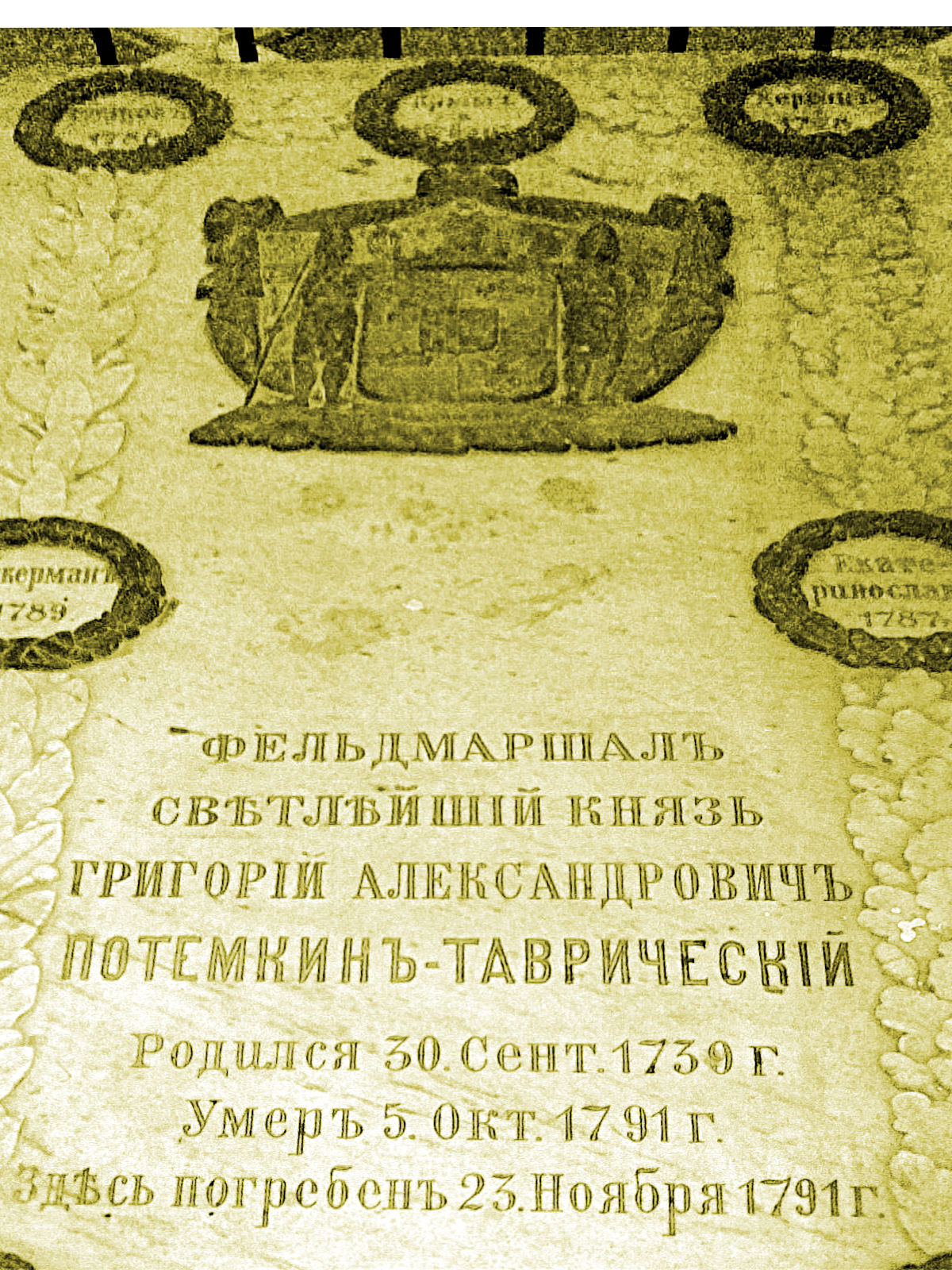
могила Потемкина в Херсоне

Таври́ческий сад — памятник садово-паркового искусства в центральной части Санкт-Петербурга. Располагается в квартале, ограниченном Кирочной, Потёмкинской, Шпалерной и Таврической улицами. Площадь Таврического сада составляет 21,1 гектар.
Название сада, как и одноимённых дворца и улицы, связаны с именем российского государственного и военного деятеля времен Екатерины II Г. А.Потёмкина, получившего титул князя Таврического и усадебные земли (сад и дворец) за руководство успешной попыткой покорения для России Крыма, известного также с античных времен под древнегреческим названием Таврида. Крымское ханство в результате войны перестало угрожать России. Сад и дворец составляли единый ландшафтно-архитектурный комплекс.

## История
Сад разбит в 1783—1800 годах английским садовым мастером В. Гульдом при строительстве Таврического дворца. На месте небольшой речки Саморойки была устроена сложная гидротехническая система из двух прудов, соединённых протоками. В пруды выпустили стерлядь. Пруды наполнялись водой из Лиговского канала. На большом пруду есть два острова. Из грунта, вынутого при сооружении прудов, насыпаны видовые горки. В 1866 году Таврический сад открыт для посетителей.
В период с 1930 по 1940 год сад назывался парком культуры и отдыха имени Первой пятилетки, с 1958 — Городским детским парком. 14 апреля 1975 года ему возвращено первоначальное название Таврический сад.
Сильно пострадал от наводнения 1924 года и во время блокады Ленинграда. В послевоенные годы была проведена первая реставрация, законченная в 1958 году. Вторая реставрация проводилась в 1997—2001 годах.
В 1962 году в Таврическом саду открыт памятник пионерам-героям (скульпторы И. Н. Костюхин и В. С. Новиков, архитекторы А. И. Алымов и Ф. А. Гепнер), в 1990 году — памятник П. И. Чайковскому (скульптор Б. А. Пленкин, архитектор Ж. М. Вержбицкий), в 1995 году — памятник С. А. Есенину (скульптор А. С. Чаркин, архитекторы Ф. К. Романовский и С. Л. Михайлов).
Старые деревья сохранились в основном вдоль границ Таврического сада: преобладают дубы, встречаются лиственницы, липы. В центральной части чередуются открытые участки и послевоенные посадки деревьев (дуб, липа, ясень, берёза и др.) и кустарников.

## Таврический сад в литературе
В известной сказке Корнея Чуковского «Мойдодыр» в Таврическом саду за главным героем гналась мочалка, и там же происходит его встреча с Крокодилом.
А от бешеной мочалки

Я помчался, как от палки,

А она за мной, за мной

По Садовой, по Сенной.

Я к Таврическому саду

Перепрыгнул чрез ограду,

А она за мною мчится

И кусает, как волчица.

Вдруг навстречу мой хороший,

Мой любимый Крокодил.

Он с Тотошей и Кокошей

По аллее проходил

И мочалку, словно галку,

Словно галку, проглотил…— Корней Чуковский,
«Мойдодыр», 1923
Также в Таврическом саду видели нос майора Ковалева:
Потом пронесся слух, что не на Невском проспекте, а в Таврическом саду прогуливается нос майора Ковалева, что будто бы он давно уже там; что когда ещё проживал там Хозрев-Мирза, то очень удивлялся этой странной игре природы. Некоторые из студентов Хирургической академии отправились туда. Одна знатная, почтенная дама просила особенным письмом смотрителя за садом показать детям её этот редкий феномен и, если можно, с объяснением наставительным и назидательным для юношей.— Николай Гоголь,
«Нос», 1836
Хозрев-Мирза был персидский посол, привезший в Россию извинения за убийство Грибоедова.
И именно туда унёсся Марков, мучимый бессонницей:
Марков снял сапоги и, вздохнув, лег на диван.

Ему хотелось спать, но, как только он закрывал глаза, желание спать моментально проходило. Марков открывал глаза и тянулся рукой за книгой, но сон опять налетал на него и, не дотянувшись до книги, Марков ложился и снова закрывал глаза. Но лишь только глаза закрывались, сон улетал опять, и сознание становилось таким ясным, что Марков мог в уме решать алгебраические уравнения с двумя неизвестными.

Долго мучался Марков, не зная, что ему делать: спать или бодрствовать? Наконец, измучившись и возненавидев самого себя и свою комнату, Марков надел пальто и шляпу, взял в руку трость и вышел на улицу. Свежий ветерок успокоил Маркова, ему стало радостнее на душе и захотелось вернуться обратно к себе в комнату.

Войдя к себе, он почувствовал в теле приятную усталость и захотелось спать.

Но только он лег на диван и закрыл глаза — сон моментально испарился.

В бешенстве вскочил Марков с дивана и без шапки и без пальто помчался по направлению к Таврическому саду.— Даниил Хармс,
«Сон дразнит человека»
С Таврическим садом связаны несколько стихотворений Александра Кушнера, живущего неподалёку от него. Одно из них так и названо — «Таврический сад» (1982), и вошло в одноимённый сборник поэта 1984 года, а позже — и в одноимённую же книгу его избранных стихов (2008):

Тем и нравится сад, что к Тавриде склоняется он,

Через тысячи вёрст до отрогов её доставая.

Тем и нравится сад, что долинам её посвящён,

Среди северных зим — берегам позлащённого края,

И когда от Потёмкинской сквозь его дебри домой

Выбегаю к Таврической, кажется мне, за оградой

Ждёт меня тонкорунное с жёлтой, как шерсть, бахромой,

И клубится во мгле, и, лазурное, грезит Элладой.

До революции 1917 года Таврический сад был излюбленным местом свиданий петербургских гомосексуалов. В этом качестве он неоднократно упоминается в лирике Михаила Кузмина, и в особенности в его знаменитом своей скандальной откровенностью публичном дневнике[страница не указана 1911 дней].

## Галерея

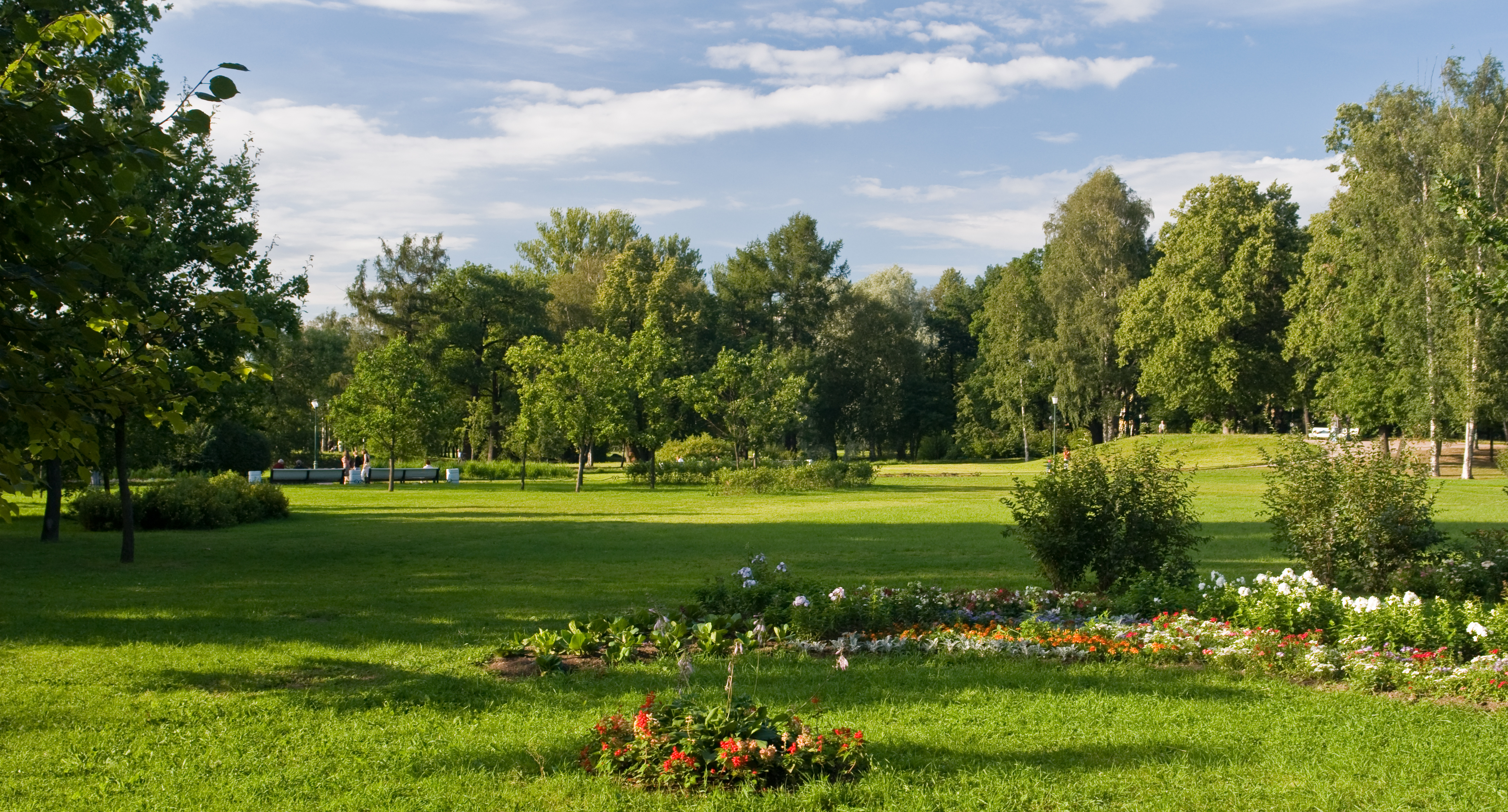
Лужайка
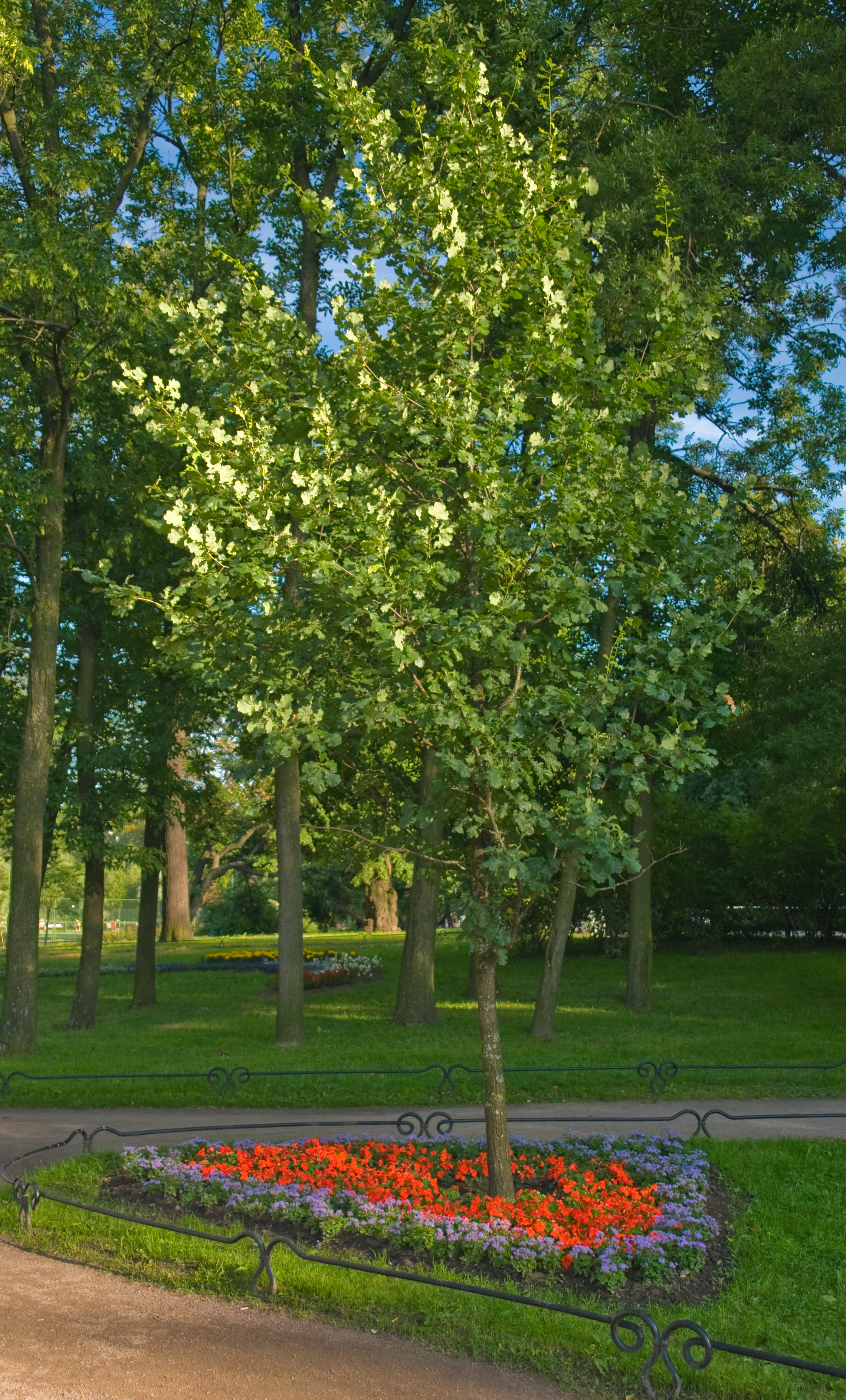
Молодые насаждения
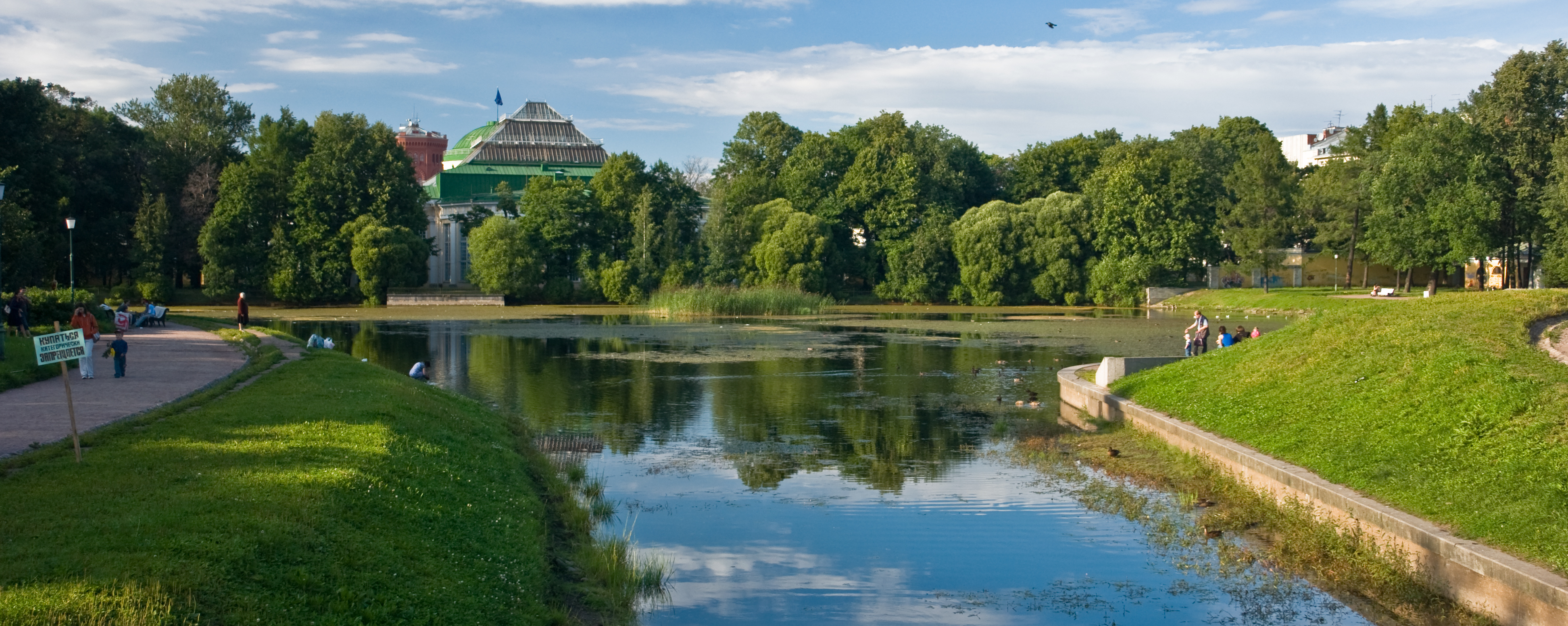
Вид на Таврический дворец
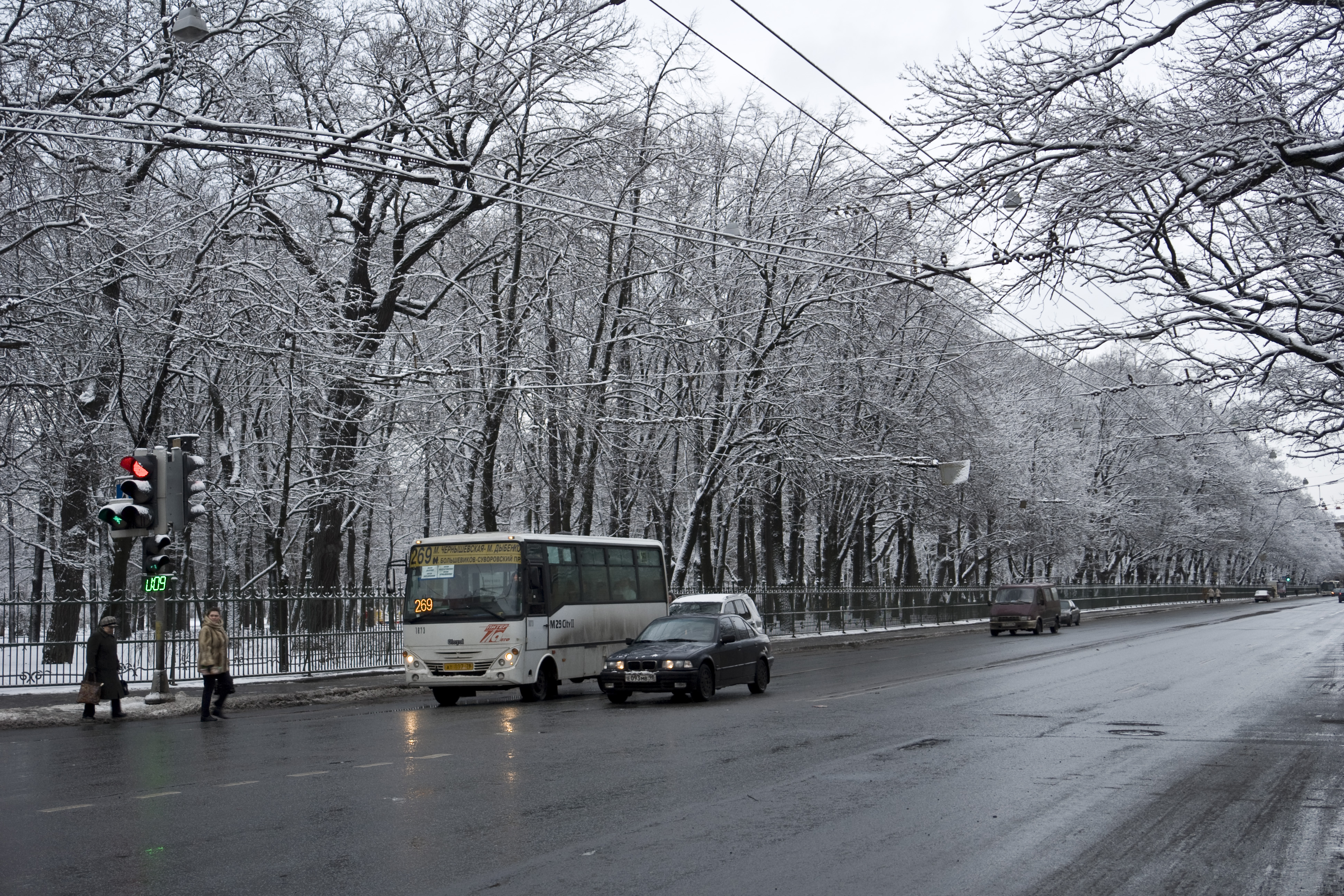
Зимний вид
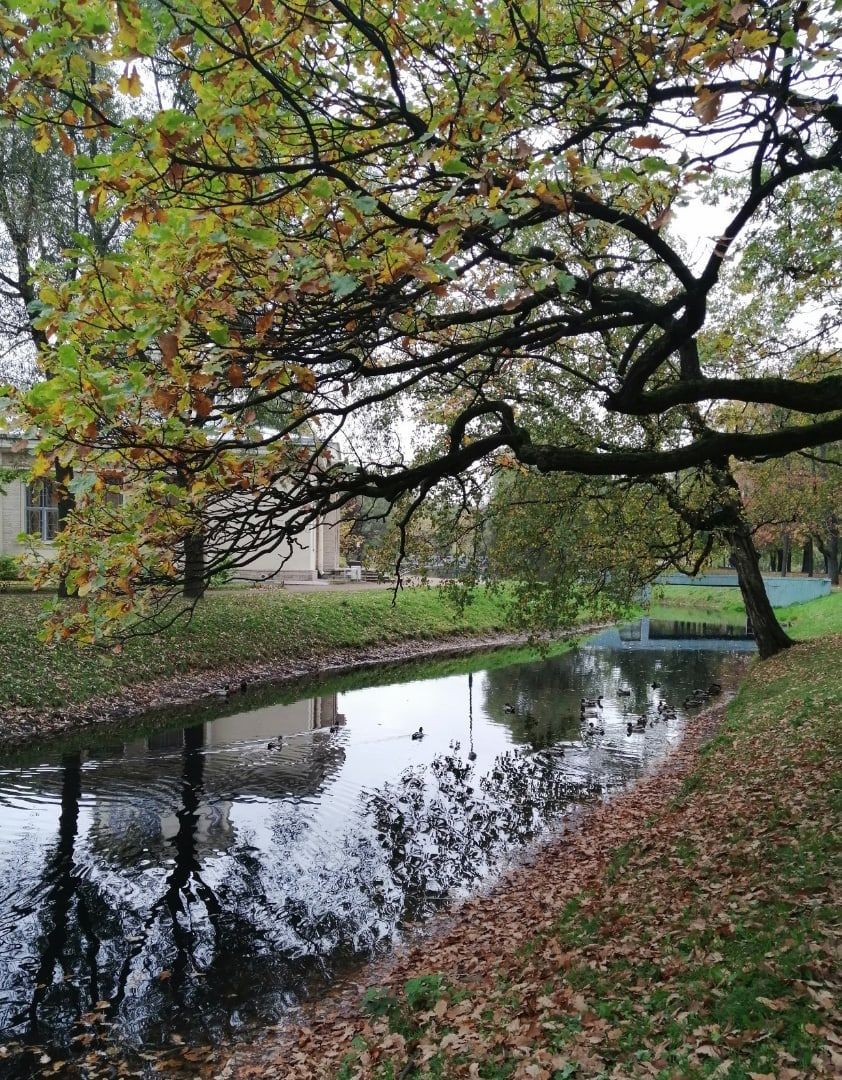
Таврический сад, октябрь 2020